# محمد مواعدة
محمد مواعدة (1938-2022) هو سياسي وجامعي تونسي وثاني أمين عام لحركة الديمقراطيين الاشتراكيين بعد أحمد المستيري.

## النشأة والمسيرة
عارض الرئيس السابق زين العابدين بن علي الذي سجنه بسبب مجموعة من الرسائل المفتوحة وجهها له منذ 1994. واعتقل مرات عدة. سُجن محمد مواعدة للمرة الأولى في أكتوبر 1995 بتهمة إقامة علاقات استخبارية مع عناصر في ليبيا. وحُكم عليه في 1996 بـ11 سنة سجنا بتهمة «التعامل مع الخارج». ثم صدر بعد ذلك قرار بالإفراج المؤقت عنه. ثم اُلغي القرار وسُجن مرة اُخرى منذ 19 جوان 2002 بتهمة إقامة علاقات مع حزب النهضة المحظور آنذاك.

## مؤلفاته
- قصتي مع بن علي أو في صناعة الطاغية، جويلية 2014، منشورات «كارم الشريف»